# Coeliopsis
Coeliopsis hyacinthosma
Genre
Espèce
Coeliopsis est un genre de plantes à fleurs de la famille des Orchidaceae (les orchidées) représenté par une seule espèce, Coeliopsis hyacinthosma, originaire du Costa Rica, du Panama, de la Colombie et de l'Équateur,.